# Frieder Nögge

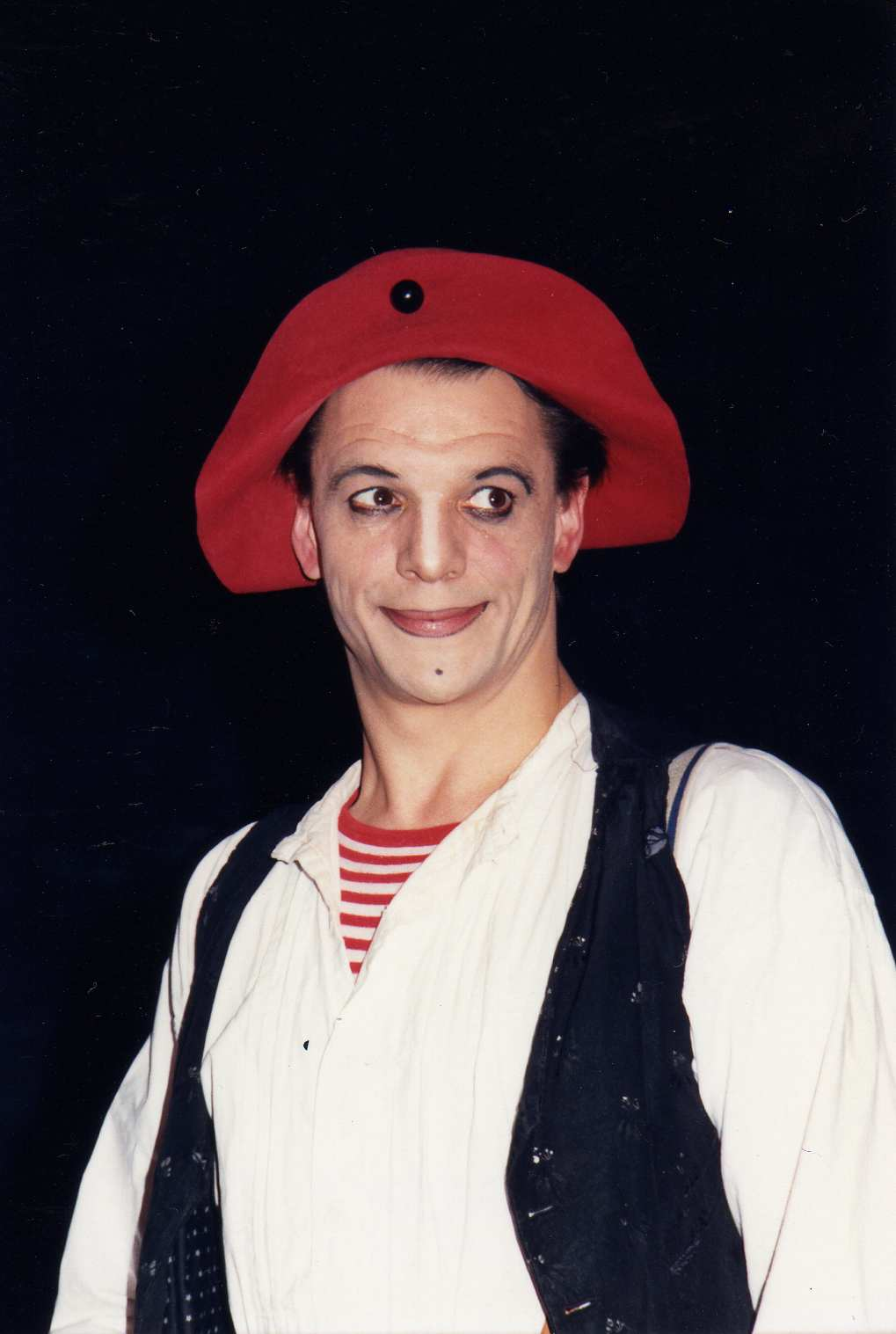
Frieder Nögge (1985)

Frieder Nögge; eigentlich Ekkehart Scheuthle (* 21. März 1955 in Göppingen; † 16. oder 17. Oktober 2001 in Backnang) war ein deutscher Clown, Bühnenkünstler, Regisseur und Poet.

## Leben

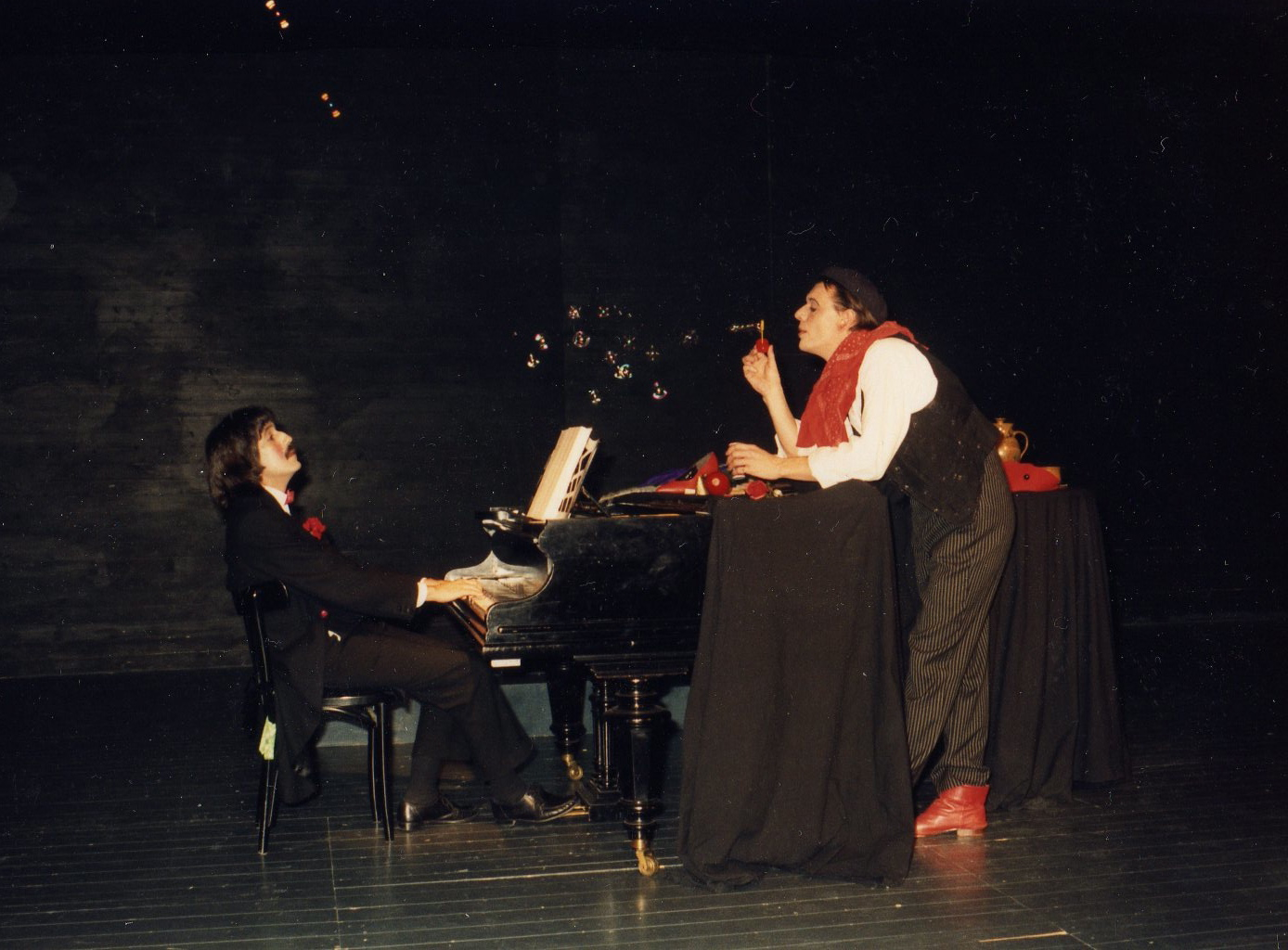
Der SaTierkreis, Frieder Nögge (Texte) und Polo Piatti (Musik)

Frieder Nögge war der Sohn einer Eurythmistin. Nach der Mittleren Reife fuhr er zunächst eine Zeitlang als Schiffsjunge auf einem Küstenmotorschiff. Anschließend besuchte er zwei Jahre eine Waldorfschule in Hamburg. Anlässlich der Abschlussfeier trat Frieder Nögge erstmals als Clown auf. Danach studierte er das Fach Schauspiel an der Hochschule für Musik und darstellende Kunst in Hamburg. Nach dem Abschluss mit Auszeichnung erhielt er ein Stipendium für ein Ergänzungsstudium an der Scuola Teatro Dimitri im Kanton Tessin (Schweiz). 1975 hatte Nögge seinen ersten Auftritt unter dem Namen Clown Tulpe im Stuttgarter Jugend- und Kulturzentrum Forum 3. 1977 unternahm er als freischaffender Bühnenkünstler eine Deutschlandtournee mit dem Manegentheater Salti Nögge; und er gründete im Forum 3 das Piccolo-Ensemble, mit dem er unter anderem Nippel, Napp und Nögge aufführte. 1978 brachte er in Stuttgart die erste Fassung der Vier Temperamente auf die Bühne.
Nach der Auflösung des Piccolo-Ensembles im Jahr 1979 ging Nögge für sechs Monate an das Hamburger Schmidt Theater. Nach seiner Rückkehr nach Stuttgart spielte er weiterhin die Vier Temperamente. Innerhalb des Forum 3 kam es gemeinsam mit Esther Carabelli zur Gründung des Theater des Menschen, in dem im Jahr 1980 das Stück Kaspar und Kasball aufgeführt wurde. 
1985 gründete er die Freie Kleintheaterschule. Zu den Lehrkräften zählten Polo Piatti (Musik), Ingo Schöne (Improvisation), Elisa Mülleder (Sprache) und Tilmann Bartzsch (Bewegung). 
Im März 1983 wechselte Nögge – das Forum hatte inzwischen ein neues Theater erbaut – zum Theater des Westens und gab Ende des Jahres ein Gastspiel mit seinem Stück König Kaspar. Ende 1984 kehrte Frieder Nögge mit dem tragischen Narrenspiel Eulegin wieder zum Forum zurück. Als eine Innovation entwickelte Nögge nun Schauspiele, die auf die Jahreszeiten bezogen waren. Die Ausbildung für diese Aufgabe sollte eine von ihm gegründete Kleintheaterschule übernehmen. Nögge spielte mit H. C. Hoth Narrenpoesie. Es entstand der Aujoschdin. 
Die Kleintheaterschule produzierte 1985 als erstes jahreszeitliches Stück den Narrenherbst. Im selben Jahr begannen wieder im Varietétheater auf Hamburgs Reeperbahn Nögges Auftritte, die bis 1989 im Programm waren. Frieder Nögge teilte dann im April 1987 mit, dass er sich im Laufe der nächsten zwei Jahre ganz aus seinen Stuttgarter Aktivitäten herausziehen werde, um vollständig nach Hamburg zu wechseln. In dieser Zeit inszenierte er den SaTier-Kreis. Nach zehn Jahren Tätigkeiten für das Forum 3 gab Nögge schließlich die Theaterleitung im November 1987 ab.
Nach dem Ende der vierjährigen Auftrittsperiode in Hamburg unternahm Frieder Nögge vom Herbst 1989 bis zum Herbst 1990 mit seinem Zirkus Salti Nögge, das als Managentheater konzipiert war, eine Deutschlandtournee. Danach führte Nögge in einem Zeitraum von zwei Jahren zehn Kurse mit etwa 150 Ärzten, Therapeuten und Pflegepersonal im Gemeinschaftskrankenhaus Herdecke durch. Hier ging es um die Themen Burn-out-Syndrom, Fluktuation und soziale Schwierigkeiten. Charakteristisch für Nögge war sein Ansatz, der sich bei ihm spielerisch in der Gestalt des Bühnen-Narren äußerte: Er wollte keine Lösungen aufzeigen, sondern er bewegte sich im Mystischen.
Im Jahre 1995 gründete Nögge – gemeinsam mit Nina Haun – in Backnang das Nögge-Atelier-Theater und 1997 die Schule für Improvisationstheater und Schauspiel, die er bis zu seinem Suizid leitete. Auch ging Frieder Nögge weiterhin europaweit auf Tournee.
Frieder Nögges ältester Sohn Sebastian Scheuthle ist ebenfalls Schauspieler und Chansonsänger. Beispielsweise tritt er im Satierkreis mit Texten seines Vaters auf.

## Auszeichnungen
- 1988: Salzburger Stier, überreicht von Mathias Richling

## Uraufführungen
- 1978: Die Vier Temperamente. Theaterkabarett, Stuttgart
- 1986: Narrenherbst. Bildertheaterspiel mit Musik, Stuttgart
- 1987: Narren auf Eis. Theaterkabarett, Stuttgart
- 1987: SaTierkreis. Kabarett, gemeinsam mit Polo Piatti (Kompositionen), Stuttgart
- 1995: Parzival. Bühnenstück, mit Musik und Kompositionen von Edzard Model, Stuttgart
- 1996: Pastor und Holderle. Komisches Zweipersonenstück, gemeinsam mit H. C. Hoth.

## Veröffentlichungen
- Ich singe dieses Lied für euch. Narrenpoesie. Urachhaus, Stuttgart, 1985, ISBN 3-87838-413-0
- Nögge und seine vier Temperamente. Neue Sensübelitäten. Urachhaus, Stuttgart, 1991, ISBN 3-87838-699-0
- Die Helfer und der Lachenbringer. Ein Werkstattbericht. In: Flensburger Hefte: Nögges Elementartheater. Therapie für Therapeuten. Sonderheft Nr. 11/1993, S. 10–28, ISBN 3-926841-49-4
- Darstellende Kunstmittel als Therapie. In: Flensburger Hefte: Nögges Elementartheater. Therapie für Therapeuten. Sonderheft Nr. 11/1993, S. 115–123, ISBN 3-926841-49-4
- Ich küsse dich aufs dritte Ohr. Chansons eines Narren. Maulwurf, Remchingen, 1994, ISBN 3-929007-21-5